# Piotr Gralak (lekkoatleta)
Piotr Gralak (ur. w 1963) – polski lekkoatleta, specjalizujący się w biegach długodystansowych.

## Osiągnięcia
- Mistrzostwa Polski seniorów w lekkoatletyce (1 medal)[1]
  - Grudziądz 1986 – srebrny medal w biegu na 5000 m

- Halowe mistrzostwa Polski seniorów w lekkoatletyce (1 medal)[2]
  - Spała 1990 – brązowy medal w biegu na 3000 m

## Rekordy życiowe
- bieg na 1500 metrów
  - stadion – 3:45,14 (Zabrze 1986)
- bieg na 3000 metrów
  - stadion – 8:06,80 (Zielona Góra 1986)
- bieg na 5000 metrów
  - stadion – 14:03,53 (Zielona Góra 1985)
- bieg na 10 000 metrów
  - stadion – 29:36,45 (Grudziądz 1990)